# Gieorgij Murawlow
Gieorgij (Jurij) Aleksiejewicz Murawlow (ros. Георгий (Юрий) Алексеевич Муравлёв, ur. 8 lipca 1927 w Siestroriecku k. Petersburga, zm. 28 września 2012 w Moskwie) – rosyjski pianista, laureat IV nagrody na IV Międzynarodowym Konkursie Pianistycznym im. Fryderyka Chopina (1949).

## Życiorys
Gry na fortepianie uczył się w szkole muzycznej przy Konserwatorium Leningradzkim (1931–1941), w Konserwatorium w Swierdłowsku (1944–1947) i wreszcie w Konserwatorium Moskiewskim (dyplom 1952). Jednym z jego nauczycieli był Heinrich Neuhaus. Po zakończeniu studiów pozostawał aspirantem Neuhausa aż do roku 1955.
W trakcie swojej kariery wystąpił na kilku konkursach pianistycznych:
- Wszechzwiązkowy Konkurs Muzyków-Wykonawców w Moskwie (1945) – III nagroda[2]
- Festiwal Młodzieży i Studentów w Budapeszcie (1949) – II nagroda[2]
- IV Międzynarodowy Konkurs Pianistyczny im. Fryderyka Chopina (1949) – IV nagroda[3]
- Międzynarodowy Konkurs im. Wolfganga Amadeusa Mozarta w Salzburgu (1956) – dyplom półfinalisty[2]

Po sukcesie na Konkursie Chopinowskim występował w wielu krajach. Koncertował z licznymi orkiestrami i brał udział w festiwalach muzycznych. W 1959 rozpoczął pracę pedagogiczną w Instytucie Muzyczno-Pedagogicznym im. Gniesinych w Moskwie (obecnie Rosyjska Akademia Muzyczna im. Gniesinych) oraz w Konserwatorium Moskiewskim (profesor fortepianu w latach 1967–2012). Prowadził także kursy mistrzowskie dla pianistów. Opracował państwowy program nauki fortepianu ogólnego.
Został odznaczony tytułem Zasłużonego Artysty Federacji Rosyjskiej.

## Repertuar
W jego repertuarze znajdowały się utwory m.in. Fryderyka Chopina, Edvarda Griega, Wolfganga Amadeusa Mozarta, Ludwiga van Beethovena, Franza Schuberta, Piotra Czajkowskiego i Siergieja Rachmaninowa. Był też autorem transkrypcji utworów m.in. Aleksandra Skriabina i Anatolija Ladowa oraz wielu artykułów z dziedziny pianistyki.